# Ijebu-Ode
Ijebu-Ode är en stad i delstaten Ogun i Nigeria, cirka 70 kilometer nordöst om Lagos. Staden har 209 200 invånare (2004) och är ett handels- och marknadscentrum samt säte för den politiska och religiösa ledaren (awujale) för ijebufolket. I staden finns en högskola.